# Виноградівська сільська рада (Херсонський район)
Виногра́дівська сільська́ ра́да — адміністративно-територіальна одиниця та орган місцевого самоврядування в Олешківському районі Херсонської області. Адміністративний центр — село Виноградове.

## Загальні відомості
- Територія ради: 248,407 км²
- Населення ради: 4 636 осіб (станом на 2001 рік)

## Населені пункти
Сільській раді були підпорядковані населені пункти:
- с. Виноградове

## Склад ради
Рада складалася з 24 депутатів та голови.
- Голова ради: Шматенко Сергій Вілійович
- Секретар ради: Корнійчук Наталія Іванівна

### Керівний склад попередніх скликань
| Прізвище, ім'я, по батькові | Основні відомості                                                         | Дата обрання | Дата звільнення |
| --------------------------- | ------------------------------------------------------------------------- | ------------ | --------------- |
| Шматенко Сергій Вілійович   | Сільський голова, 1970 року народження, освіта вища, член Партії регіонів | 26.03.2006   | 31.10.2010      |
| Шматенко Сергій Вілійович   | Сільський голова, 1970 року народження, освіта вища, безпартійний         | 31.10.2010   |                 |

Примітка: таблиця складена за даними сайту Верховної Ради України

### Депутати
За результатами місцевих виборів 2010 року депутатами ради стали:

#### За суб'єктами висування
| Суб'єкт висування            | Кількість обраних депутатів | %    |
| ---------------------------- | --------------------------- | ---- |
| Партія регіонів              | 14                          | 58,3 |
| Комуністична партія України  | 5                           | 20,8 |
| Народна партія               | 2                           | 8,3  |
| Самовисування                | 2                           | 8,3  |
| Соціалістична партія України | 1                           | 4,2  |

#### За округами
| № округу                     | Прізвище, ім'я, по батькові       | Дата визнання обраним | Освіта             | Партійна приналежність             | Відомості про обраного депутата                                                 |
| ---------------------------- | --------------------------------- | --------------------- | ------------------ | ---------------------------------- | ------------------------------------------------------------------------------- |
| Комуністична партія України  |                                   |                       |                    |                                    |                                                                                 |
| 6                            | Орленко Валентин Васильович       | 01.11.2010            | середня            | член Комуністичної партії України  | пенсіонер                                                                       |
| 17                           | Бокша Володимир Петрович          | 01.11.2010            | середня            | позапартійний                      | пенсіонер                                                                       |
| 18                           | Бакланова Валентина Вікторівна    | 01.11.2010            | вища               | член Комуністичної партії України  | тимчасово не працює                                                             |
| 21                           | Якименко Лілія Миколаївна         | 01.11.2010            | середня            | член Комуністичної партії України  | тимчасово не працює                                                             |
| 23                           | Онопрієнко Анатолій Григорович    | 01.11.2010            | середня            | член Комуністичної партії України  | пенсіонер                                                                       |
| Народна Партія               |                                   |                       |                    |                                    |                                                                                 |
| 3                            | Коваленко Віктор Михайлович       | 01.11.2010            | середня спеціальна | член Народної партії               | Виноградівське лісництво, лісничий                                              |
| 4                            | Баранов Яків Васильович           | 01.11.2010            | вища               | член Народної партії               | СТОВ «Надія», головний бухгалтер                                                |
| Партія регіонів              |                                   |                       |                    |                                    |                                                                                 |
| 1                            | Нікішенко Олексій Сергійович      | 01.11.2010            | вища               | член Партії регіонів               | тимчасово не працює                                                             |
| 2                            | Шляхтін Микола Михайлович         | 01.11.2010            | середня            | член Партії регіонів               | пенсіонер                                                                       |
| 5                            | Корнійчук Наталія Іванівна        | 01.11.2010            | вища               | член Партії регіонів               | Виноградівська сільська рада, спеціаліст                                        |
| 7                            | Кудрявцева Наталія Сергіївна      | 01.11.2010            | середня            | член Партії регіонів               | Олешківський відділ зв'язку «Укртелеком», оператор                              |
| 10                           | Довгий Володимир Васильович       | 01.11.2010            | середня            | член Партії регіонів               | пенсіонер                                                                       |
| 11                           | Руденко Катерина Андріївна        | 01.11.2010            | середня            | член Партії регіонів               | пенсіонер                                                                       |
| 12                           | Сухіна Марія Миколаївна           | 01.11.2010            | середня            | член Партії регіонів               | Виноградівський будинок культури, директор                                      |
| 13                           | Чайка Віктор Геннадійович         | 01.11.2010            | вища               | член Партії регіонів               | Виноградівська сільська рада, спеціаліст із земельних питань                    |
| 14                           | Оліферчук Тетяна Володимирівна    | 01.11.2010            | вища               | член Партії регіонів               | Виноградівський дитячий садок «Барвінок», вихователь                            |
| 15                           | Катречко Володимир Миколайович    | 01.11.2010            | вища               | член Партії регіонів               | приватний підприємець                                                           |
| 19                           | Кравченко Надія Григорівна        | 01.11.2010            | середня            | член Партії регіонів               | Виноградівська сільська рада, інспектор                                         |
| 20                           | Лєнь Олена Григорівна             | 01.11.2010            | середня            | член Партії регіонів               | Виноградівська дільнична лікарня, старша медична сестра                         |
| 22                           | Коваленко Людмила Миколаївна      | 01.11.2010            | вища               | член Партії регіонів               | Виноградівська загальноосвітня школа I-III ст., вчитель                         |
| 24                           | Філенко Володимир Іванович        | 01.11.2010            | середня            | член Партії регіонів               | пенсіонер                                                                       |
| Соціалістична партія України |                                   |                       |                    |                                    |                                                                                 |
| 16                           | Соценко Вадим Васильович          | 01.11.2010            | середня            | член Соціалістичної партії України | Олешківське управління водного господарства, черговий оператор насосної станції |
| Самовисування                |                                   |                       |                    |                                    |                                                                                 |
| 8                            | Дорошенко В'ячеслав Володимирович | 01.11.2010            | середня            | позапартійний                      | приватний підприємець                                                           |
| 9                            | Меркотан Іван Миколайович         | 01.11.2010            | вища               | позапартійний                      | фермерське господарство «Лотос-М», член господарства                            |

## Населення
Згідно з переписом УРСР 1989 року чисельність наявного населення сільської ради становила 4635 осіб, з яких 2201 чоловік та 2434 жінки.
За переписом населення України 2001 року в сільській раді мешкали 4593 особи.

### Мова
Розподіл населення за рідною мовою за даними перепису 2001 року:
| Мова       | Відсоток |
| ---------- | -------- |
| українська | 95,43 %  |
| російська  | 3,60 %   |
| вірменська | 0,65 %   |
| білоруська | 0,06 %   |
| угорська   | 0,02 %   |
| циганська  | 0,02 %   |
| інші       | 0,22 %   |